# Via Claudia Augusta

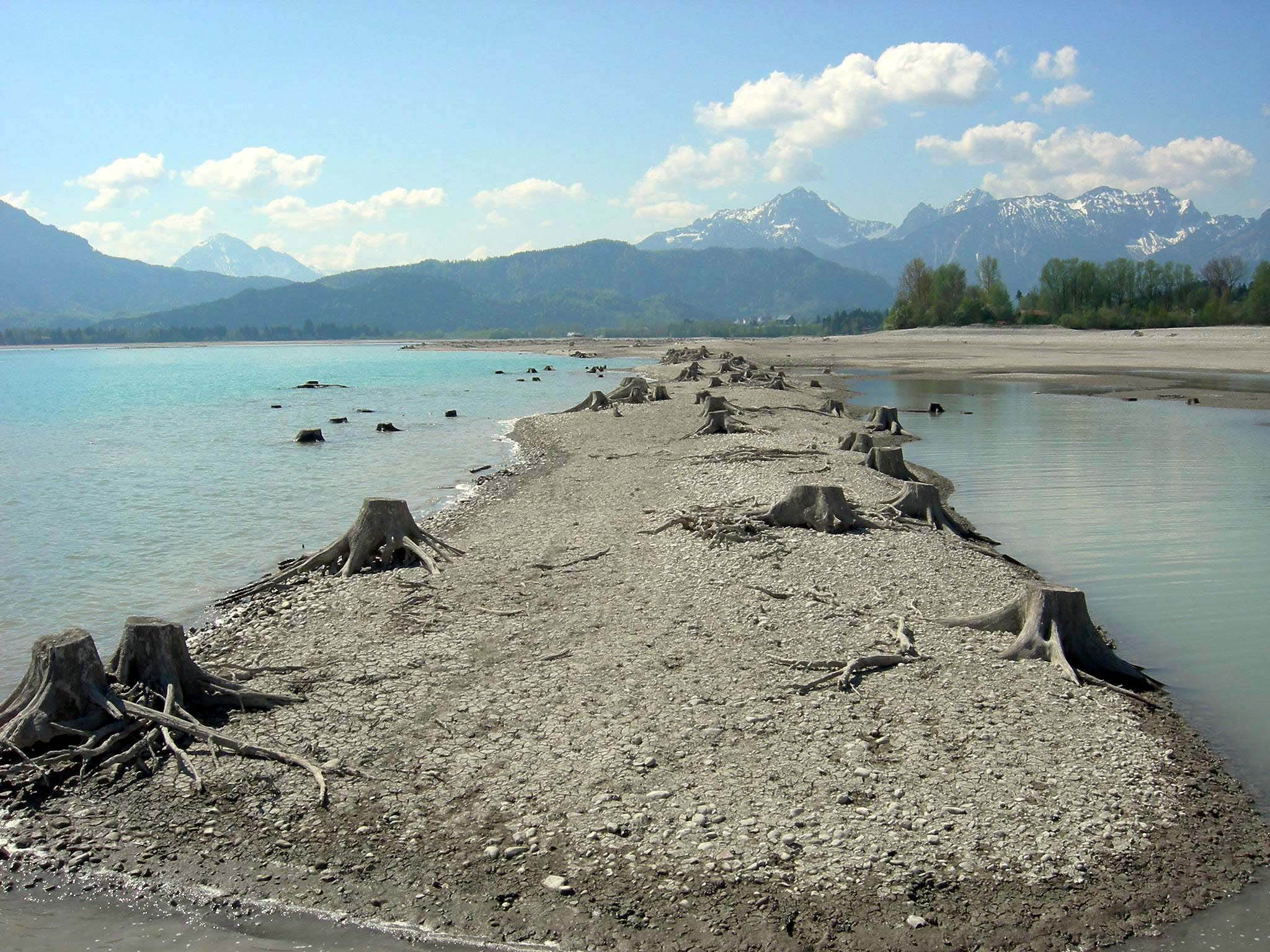
Die Via Claudia Augusta im heutigen Forggensee bei niedrigem Wasserstand

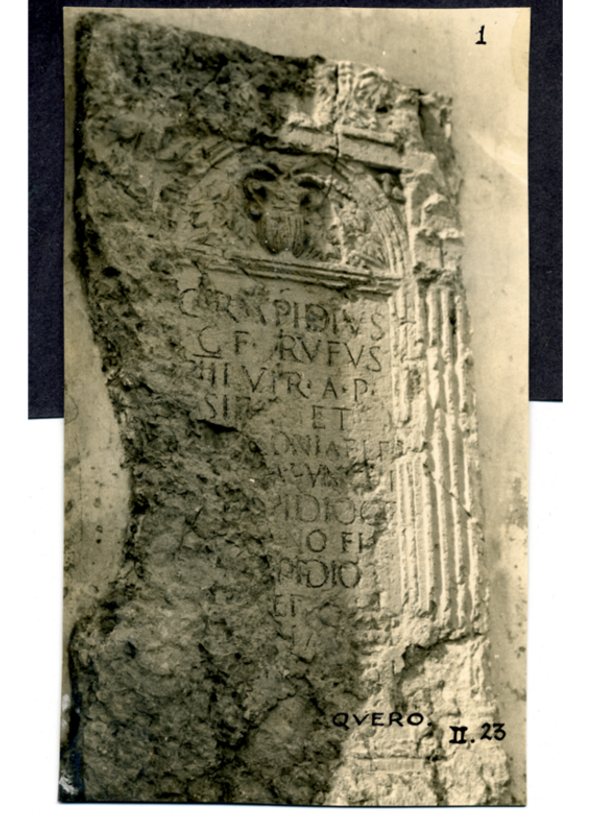
Foto einer Inschrift an der Via Claudia Augusta Altinate, das zwischen 1935 und 1938 während der Ausgrabungen unter Leitung von Alessio De Bon im Auftrag des Istituto Veneto di Scienze, Lettere ed Arti entstand

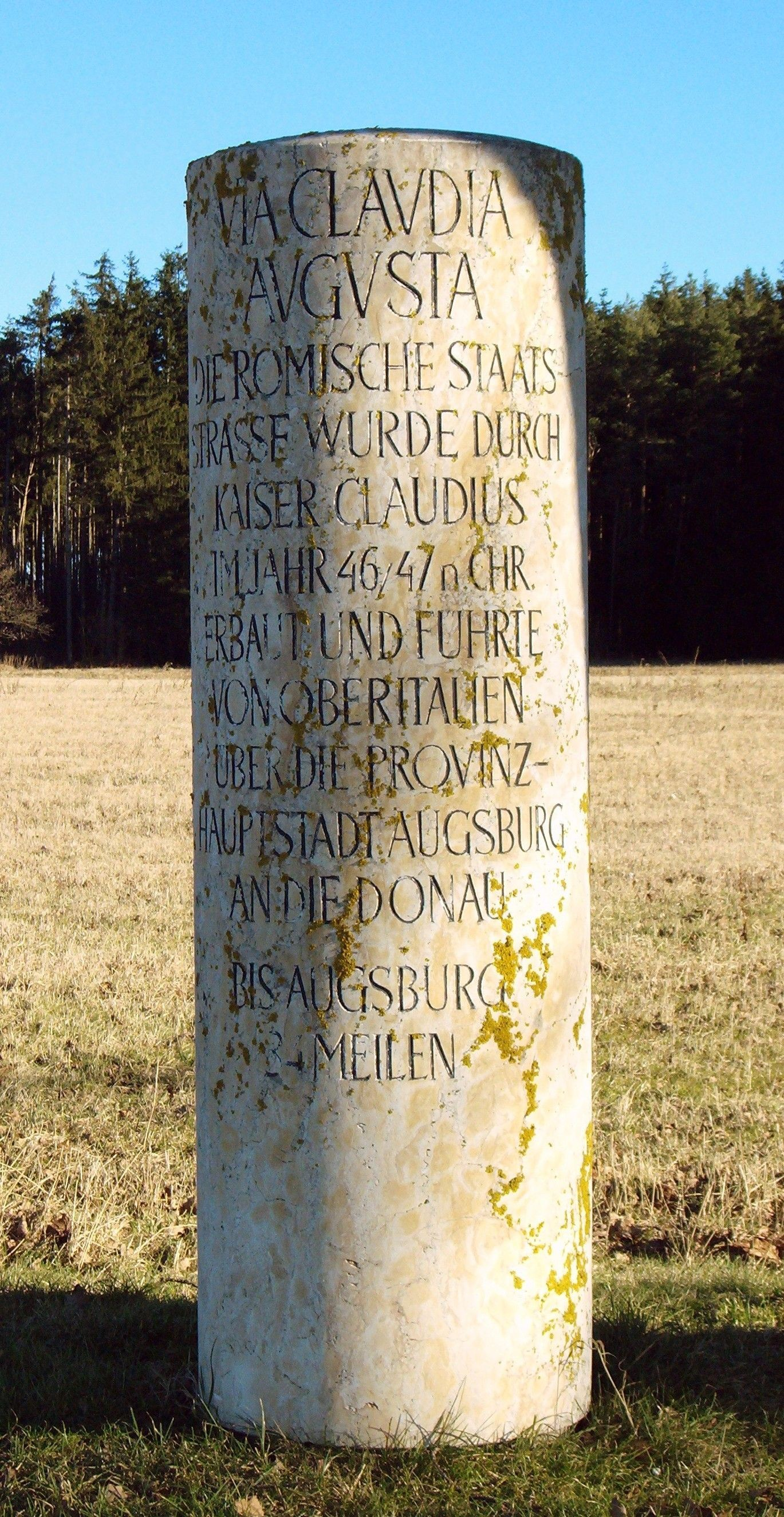
Replikat eines Miliariums (mit deutscher Inschrift) an der Via Claudia Augusta bei Unterdießen

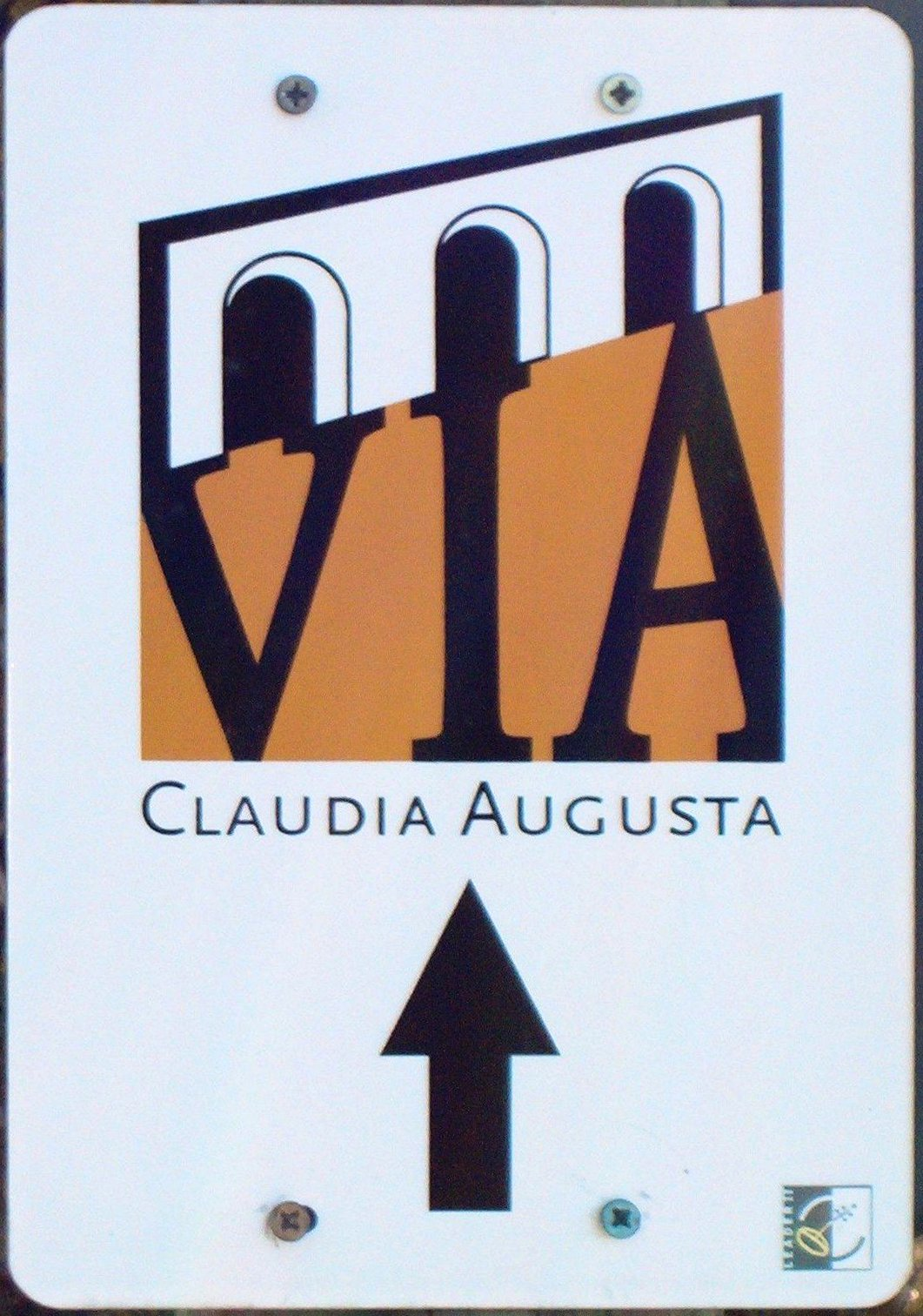
Beschilderung der Via Claudia Augusta in Bayern

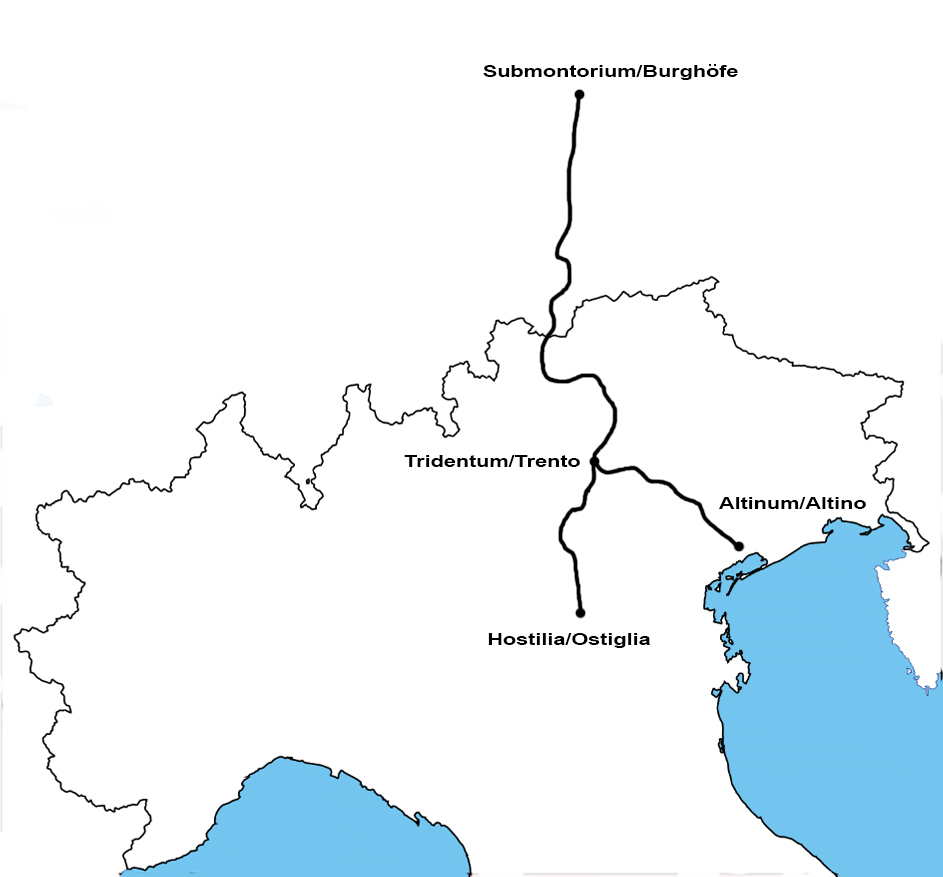
Ausschnitt der wahrscheinlichsten Route der Via Claudia Augusta in Norditalien; bei Trient teilt sich der Weg in eine östliche und eine westliche Route

Die Via Claudia Augusta war eine der wichtigsten Römerstraßen, die Norditalien mit dem süddeutschen Raum verbanden. Auf ihr konnten schon zur Zeit des römischen Kaisers Claudius die Alpen mit Fuhrwerken überquert werden.

## Verlauf

### Heutiges Bayern
Vom Kastell Submuntorium bei den Burghöfen, südlich von Mertingen, wo die Schmutter in die Donau mündet, war die Via Claudia Augusta mit der von Westen nach Osten verlaufenden römischen Donausüdstraße verbunden. Die Via Claudia Augusta folgte flussaufwärts dem Lauf des Lechs über die Hauptstadt der römischen Provinz Raetia, Augusta Vindelicorum (heute Augsburg), bis nach Füssen.

### Heutiges Tirol und Südtirol
Von dort aus zog sie durch das Außerfern über den Fernpass ein kurzes Stück entlang des Inns. Vom Unterengadin führte sie dann über den Reschenpass durch den Vinschgau und das Burggrafenamt der Etsch entlang, um dieser über Bozen bis Trient (Tridentum) zu folgen.

### Heutiges Norditalien
In Trient teilte sich die Straße. Der westliche Strang erreichte über Verona den Po bei Ostiglia (Hostilia), der östliche, auch als Via Claudia Augusta Altinate bezeichnet, über Feltre die Adria bei Altinum.

### Kreuzungen
Ein bedeutsamer Kreuzungspunkt dieser antiken Straße war Abodiacum, das heutige Epfach am Lechrain, wo die durch Rätien verlaufende Ost-West-Magistrale von Iuvavum (heute Salzburg) nach Brigantium (heute Bregenz) den Lech überquerte.

## Geschichte
Kaiser Augustus ließ im Jahre 15 v. Chr. von seinen Stiefsöhnen Tiberius und Drusus die noch nicht eroberten Gebiete der Alpen und das nördliche Voralpengebiet zwischen Inn und dem Südschwarzwald im Rahmen der Augusteischen Alpenfeldzüge erobern.

### Erschließung der Provinz Raetia
Zur Erschließung der neuen, später Raetia genannten Provinz wurde bereits damals die Strecke von Feltria/Feltre über Tridentum (Trient) und den Reschenpass, das Oberinntal und den Fernpass bis zum Lech ausgebaut. Endgültig fertiggestellt, durchgängig für Fuhrwerke befahrbar, erneuert und bis zur Donau verlängert wurde die Straße unter Kaiser Claudius.
Die Via Claudia Augusta war in den ersten beiden nachchristlichen Jahrhunderten die wichtigste Verbindung zwischen Adria und der Poebene und dem westlichen Voralpenraum. Von besonderer Bedeutung war die Straße für die römische Reichspost. Überwacht wurde sie wie üblich von den Benefiziariern, einer aus abkommandierten Legionären gebildeten Verkehrspolizei, die für den Erhalt der Straße und für die Sicherheit ihrer Benutzer zu sorgen hatte. Im Lauf der Jahre entwickelte sich entlang der Straße eine lebhafte Infrastruktur: es entstanden Gasthäuser und Pferdewechselstationen (mansiones, mutationes), die im Laufe der Jahre zum Teil zu Städten anwuchsen.
Mit dem Ausbau der Via Raetia, die bei Bozen ins Eisacktal abzweigend über den Brennerpass, Teriolae/Zirl, Partanum/Partenkirchen und Urusa/Raisting führte, verlor die Via Claudia Augusta ab dem 2. Jahrhundert als Alpenübergang an Bedeutung, blieb jedoch über viele Jahrhunderte bis ins Mittelalter ein regional bedeutsamer Verkehrsweg. Ab der Regierungszeit von Probus (276–282 n. Chr.) wurde sie für etwa ein Jahrhundert regelmäßig instand gehalten, allerdings nicht mehr so aufwendig wie zuvor: der Prügelweg durch das Lermooser Moos war nicht mehr wie früher viereinhalb bis fünf Meter breit, sondern nur noch drei und hatte auch keine Kiesauflage mehr. In der Tabula Peutingeriana, die den Stand von etwa 375 n. Chr. abbildet, ist sie allerdings nicht mehr verzeichnet, ebenso wenig auf der Romweg-Karte des Erhard Etzlaub aus dem Jahr 1500. Im Jahr 1430 liefen weniger als zehn Prozent des Handelsverkehrs zwischen Augsburg und Venedig über die „obere Straße“.

### Meilensteine, Zollstationen und andere Spuren
Spuren der Via Claudia Augusta finden sich auch heute noch entlang fast ihrer gesamten Strecke.
Aus dem Jahr 46 n. Chr. stammt der berühmte Meilenstein des Kaiser Claudius,
der 1552 in Rabland (Partschins bei Meran) gefunden wurde. Es ist das älteste römische Schriftdenkmal im Alpenraum, das unmittelbar auf den Bau der Heeresstraße Bezug nimmt. Auf der Töll wird die Existenz einer Zollstätte belegt. Im Hochhuebenhof in Partschins ist ein römischer Grabstein eingemauert.

### Trasse heute am Grund des Forggensees
In Osterreinen im Gemeindegebiet von Rieden am Forggensee beispielsweise verläuft die Trasse am Grund des 1954 aufgestauten Forggensees und wird während des winterlichen Abstaus wieder deutlich sichtbar. Während des Aufstauens im Frühjahr ist sie bei einer Stauhöhe von etwa 775 m über NN für kurze Zeit als im Wasser verlaufender Damm zu sehen.

### Die „Prügelstraße“ im Ehrwalder Becken
Die Römer bauten die Via Claudia Augusta bei Lermoos fast schnurgerade mitten durch das Moor, wobei tausende Baumstämme als Bohlen schwimmend im Moorboden verlegt wurden. Im Moor konservierte Reste dieser sogenannten „Prügelstraße“ wurden im 20. Jahrhundert im Ehrwalder Becken entdeckt.

## Städte und Orte entlang der Strecke
- Donauwörth
- Mertingen
- Meitingen
- Langweid am Lech
- Gersthofen
- Augsburg
- Königsbrunn
- Oberottmarshausen
- Kleinaitingen
- Graben (Lechfeld)
- Landsberg am Lech
- Epfach
- Kinsau
- Hohenfurch
- Altenstadt
- Burggen
- Roßhaupten
- Füssen
- Vils
- Pinswang
- Musau
- Pflach
- Wängle
- Lechaschau
- Höfen
- Reutte
- Breitenwang
- Ehenbichl
- Heiterwang am See
- Bichlbach-Lähn-Wengle
- Lermoos
- Ehrwald
- Biberwier
- Fernpass
- Nassereith
- Tarrenz
- Imst
- Karrösten
- Karres
- Imsterberg
- Mils bei Imst
- Schönwies
- Zams
- Landeck
- Stanz – Grins
- Tobadill
- Fließ
- Prutz
- Ried im Oberinntal
- Tösens
- Pfunds
- Nauders – Finstermünz
- Reschenpass
- Mals
- Glurns
- Schlanders
- Staben (Naturns)
- Partschins, Rabland, Töll
- Algund
- Meran
- Lana (Südtirol)
- Vilpian
- Nals
- Andrian
- Terlan
- Eppan
- Bozen
- Leifers
- Branzoll
- Auer
- Neumarkt
- Kurtatsch
- Margreid
- Salurn
- Trient
- Feltre
- Altinum

## Brücken
Entlang der Fernstraße sind mehrere antike Brücken ganz oder teilweise erhalten:
- Brücke von Susegana in Susegana (Venetien)
- Brückenkopf in Algund in Südtirol (dendrochronologische Untersuchungen und Radiokarbonmessungen sprechen allerdings für eine Konstruktion aus dem 15. Jahrhundert)[6]

## Zeugnisse der Römerzeit an der Via Claudia Augusta (Bildergalerie)

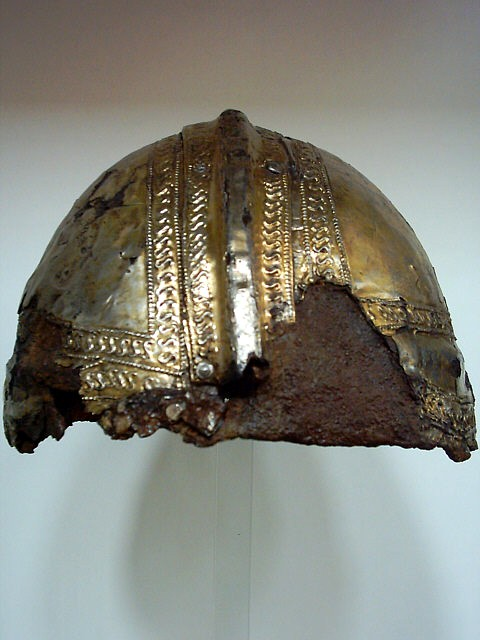
Vergoldeter spätrömischer Kammhelm, ein militärhistorisches Exponat im Römischen Museum Augsburg
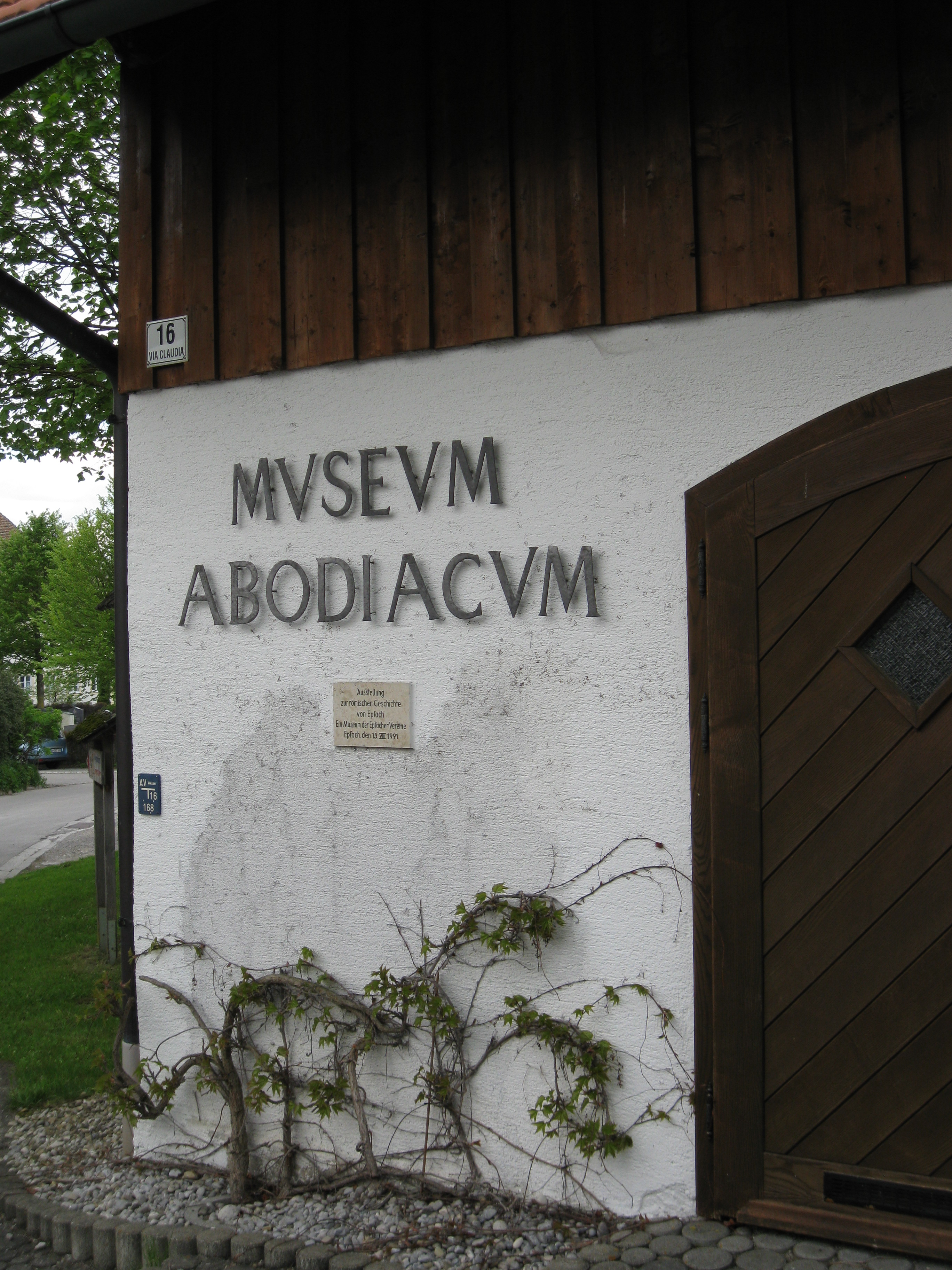
Das Museum Abodiacum in Epfach ist in besonderer Weise der Römerzeit, der Via Claudia Augusta und den Funden am Weg gewidmet.
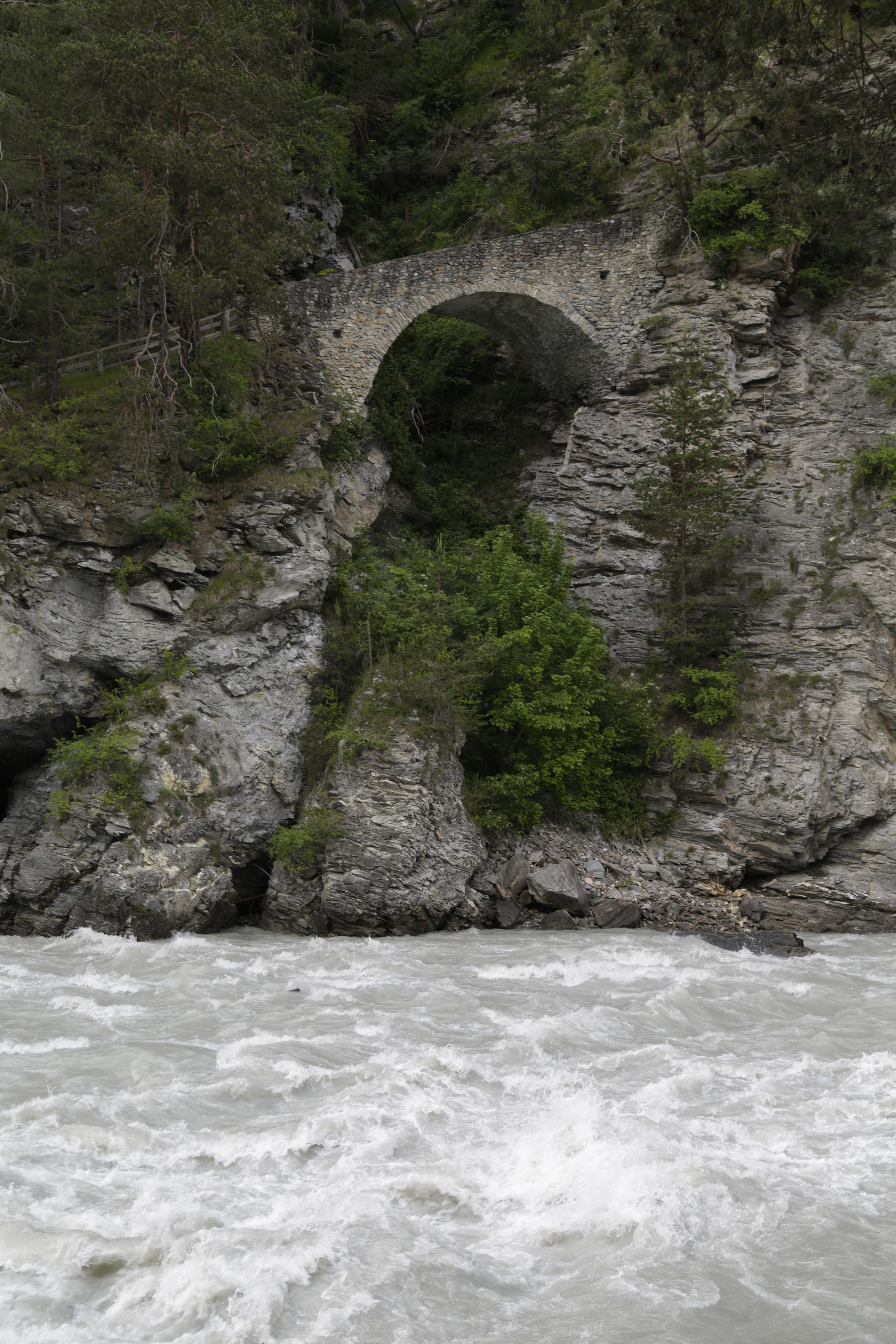
Die sogenannte Römerbrücke bei Serfaus, deren Substanz wohl in die römische Antike zurückreicht, Form und Konstruktion entsprechen jedenfalls durchweg der römischen Brückenbautechnik.
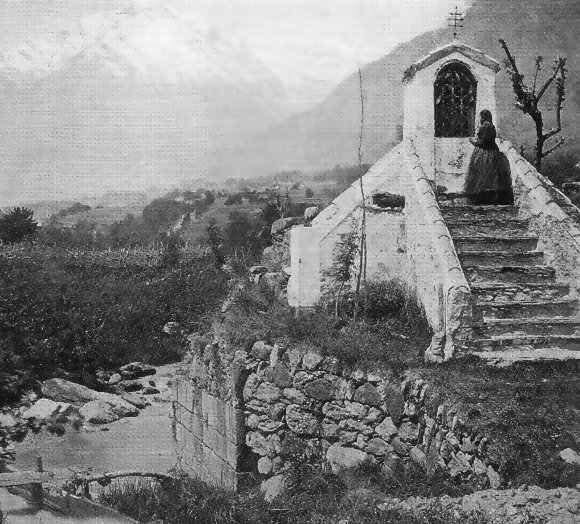
Reste eines römischen Brückenkopfes bei Algund im Vinschgau, darüber gebaut ein neuzeitlicher Bildstock (Fotografie um 1900)

## Revitalisierung
Mitte der 1990er Jahre wurde die Via Claudia in einer grenzüberschreitenden touristischen und kulturellen Zusammenarbeit wiederentdeckt und revitalisiert. Vor allem für kulturell und kulinarisch interessierte Touristen ist die Strecke gedacht, die manche als Fernwanderweg, andere auch mit dem Fahrrad bewältigen.

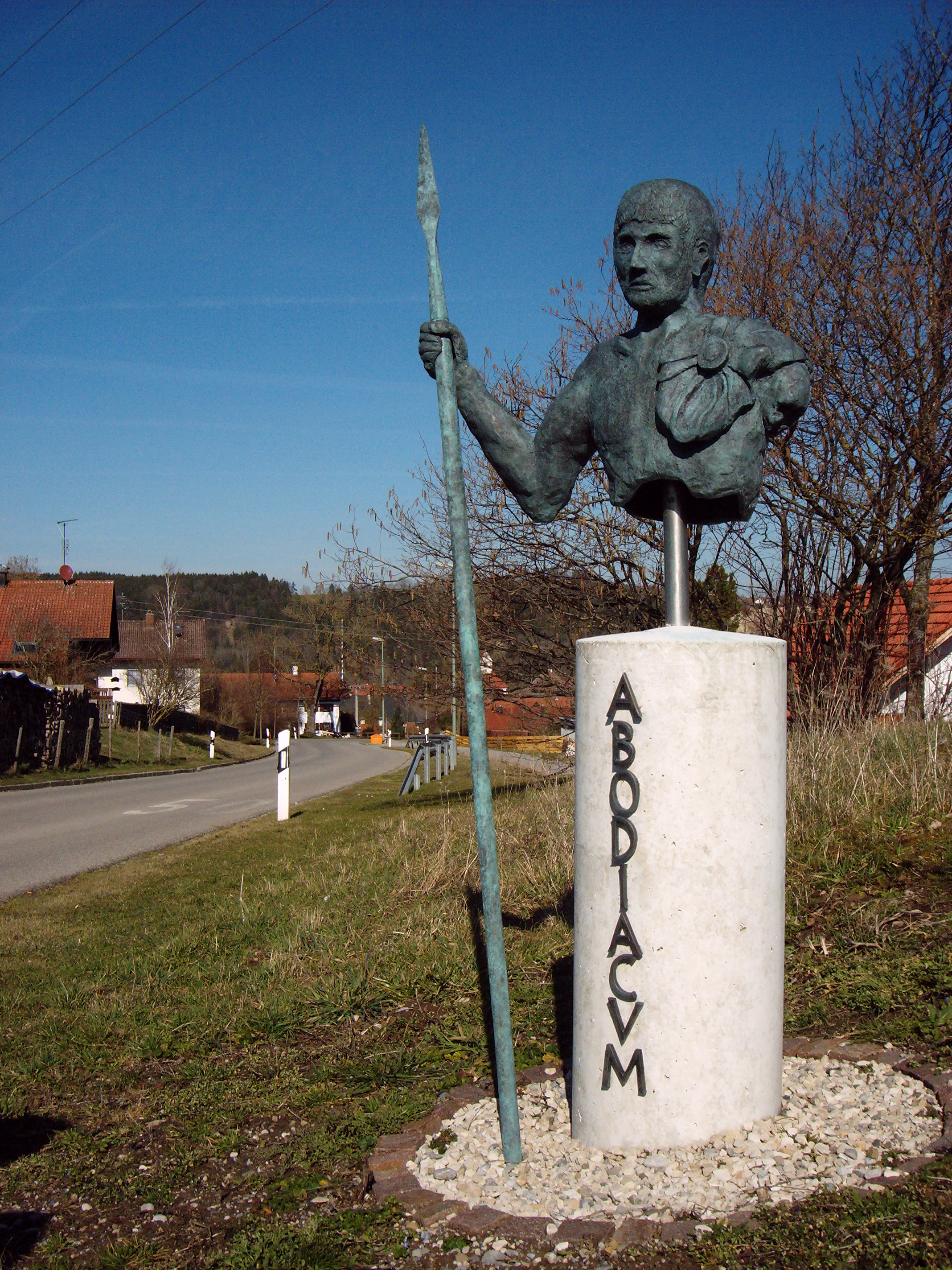
Ein neuzeitliches Römerstandbild erinnert in Epfach an den alten römischen Verkehrs- und Handelsknoten mit dem Namen Abodiacum
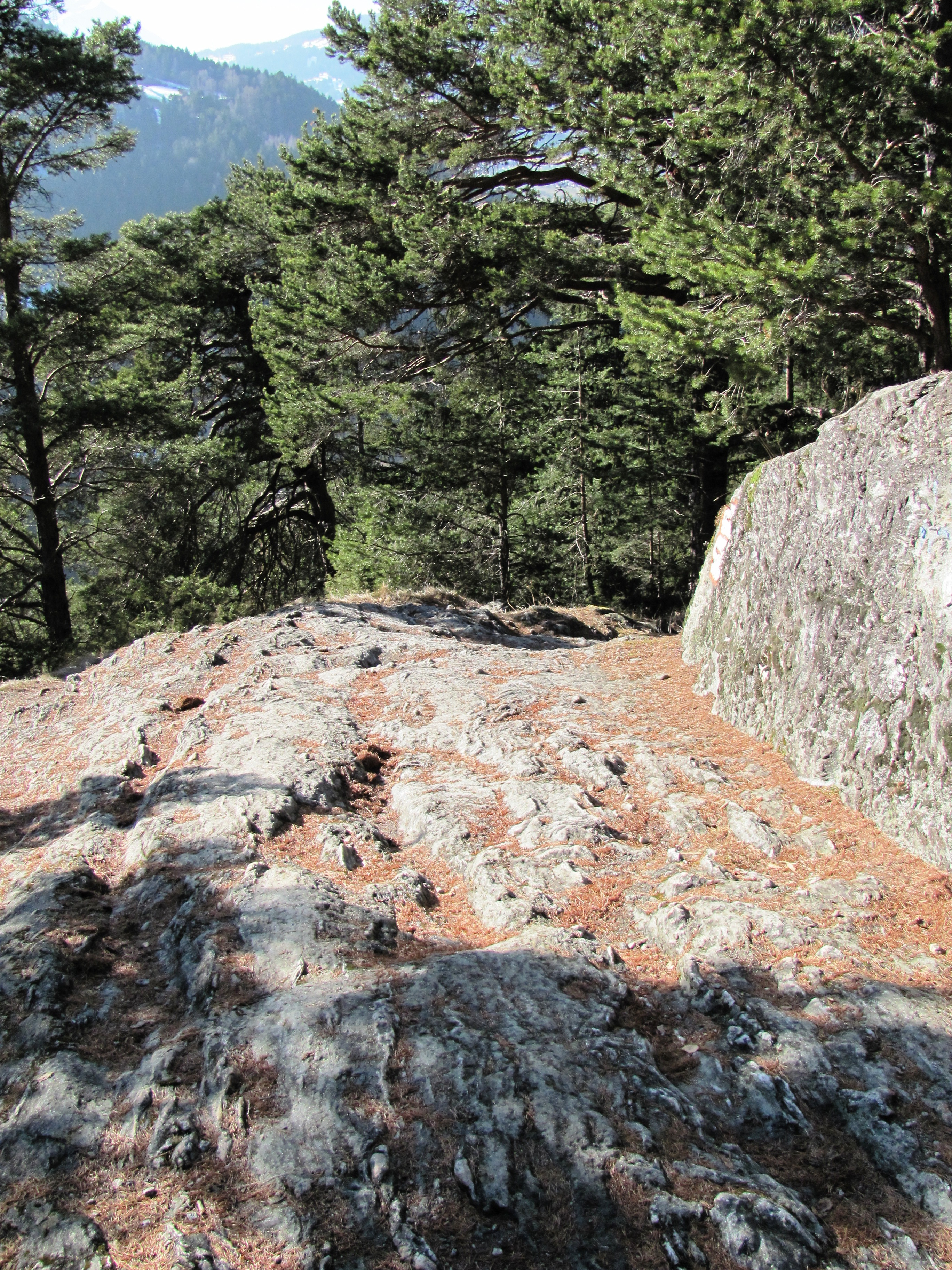
Reste der antiken Strecke im oberen Inntal
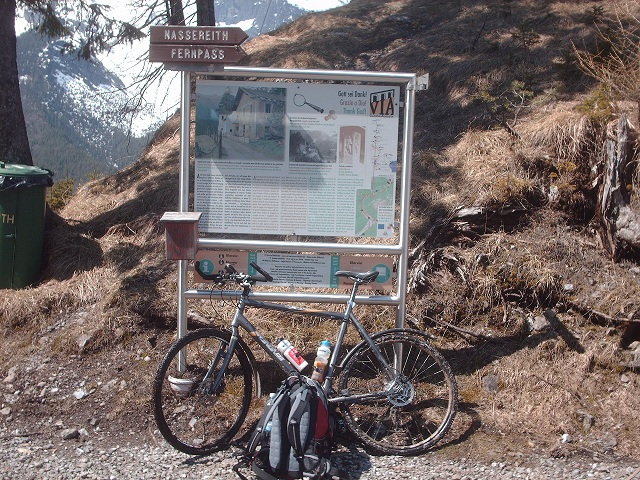
Die revitalisierte Via Claudia Augusta wird gerne für Alpenüberquerungen mit dem Fahrrad genutzt. Hier: Informationstafel am Fernpass
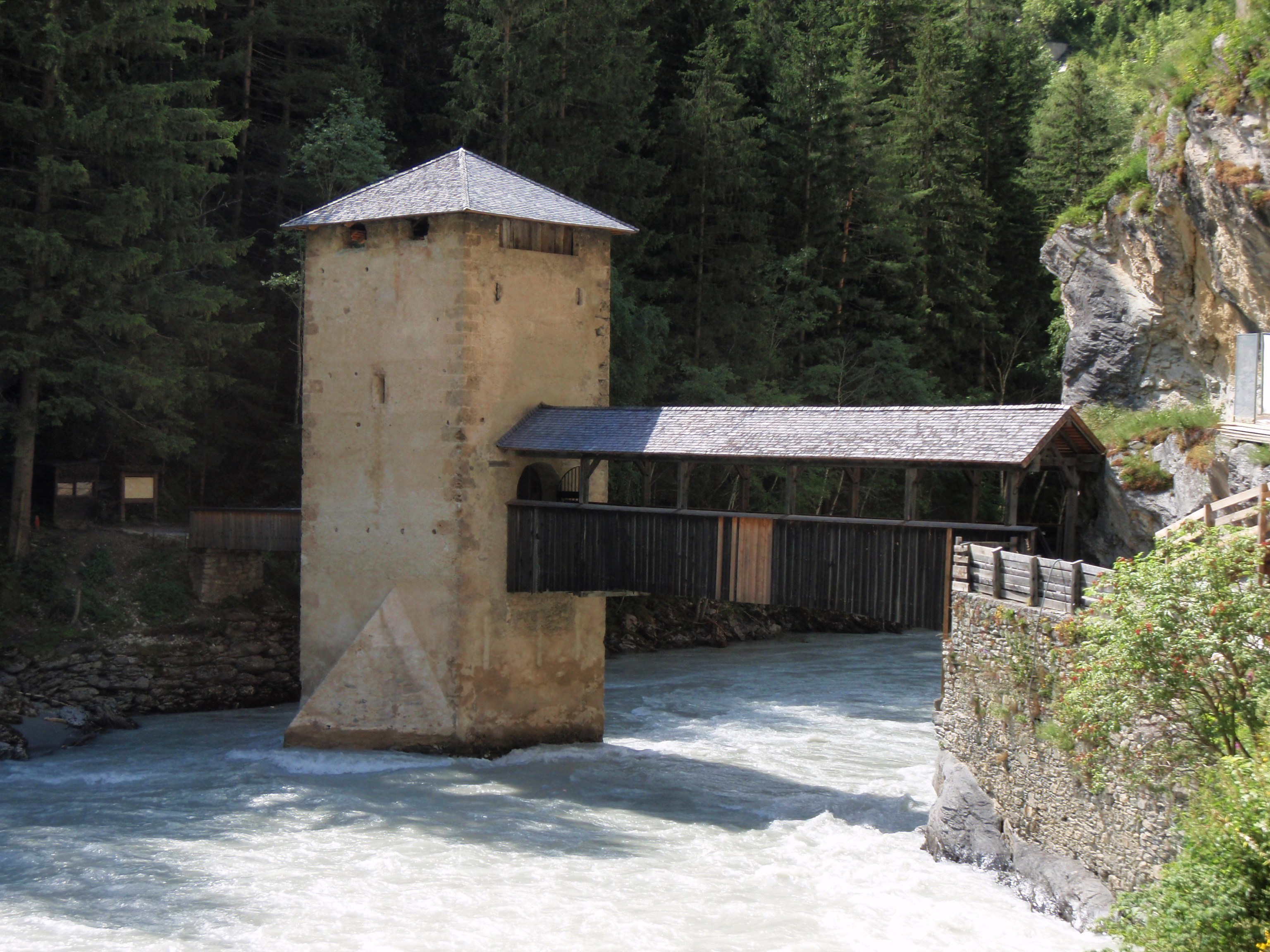
Der Inn-Übergang bei Altfinstermünz forderte auch schon in römischer Zeit besondere Aufmerksamkeit.
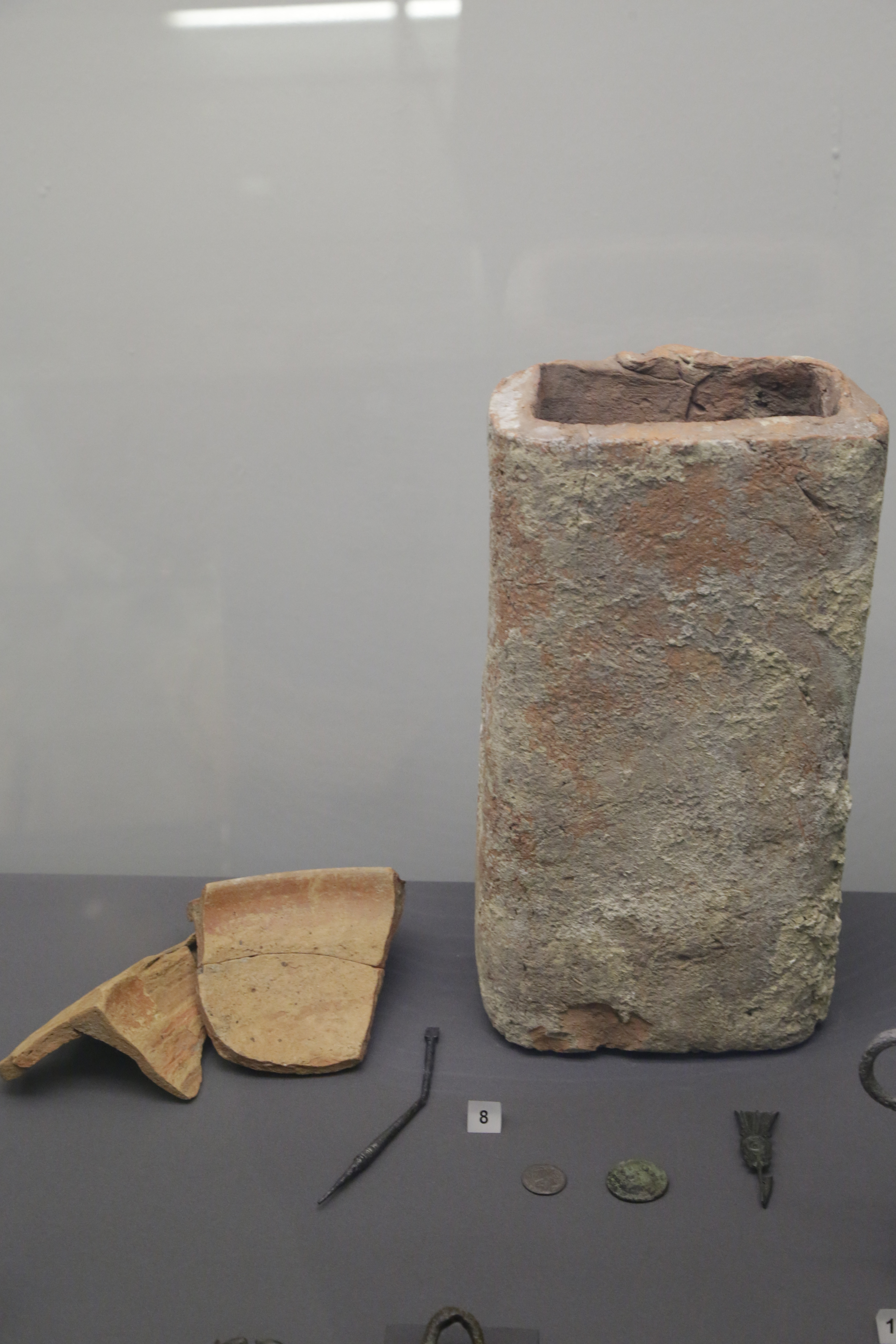
Funde von Karres an der Via Claudia Augusta in der römischen Sammlung des Tiroler Landesmuseums in Innsbruck
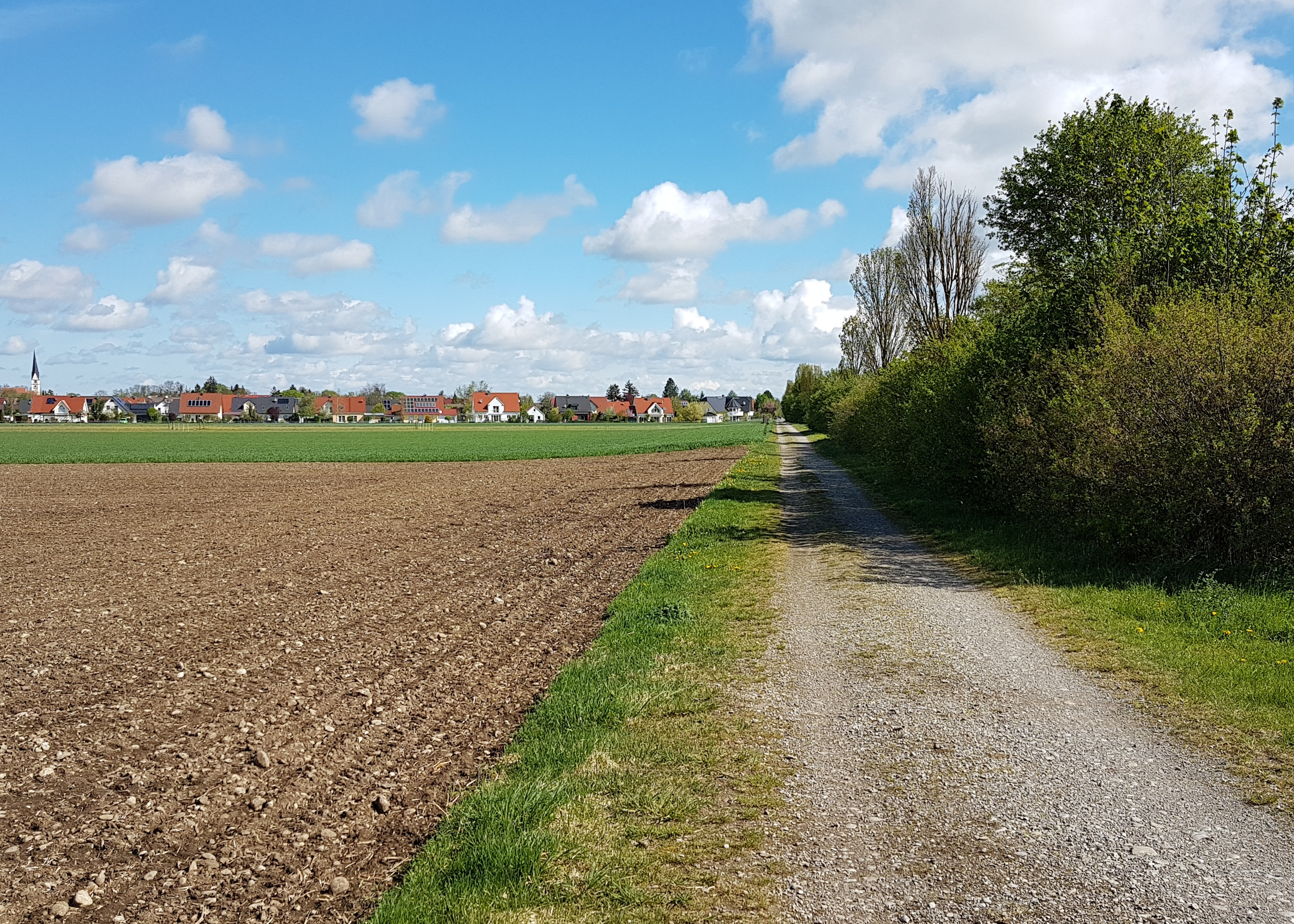
Via Claudia Augusta südlich von Augsburg auf dem Lechfeld bei Graben
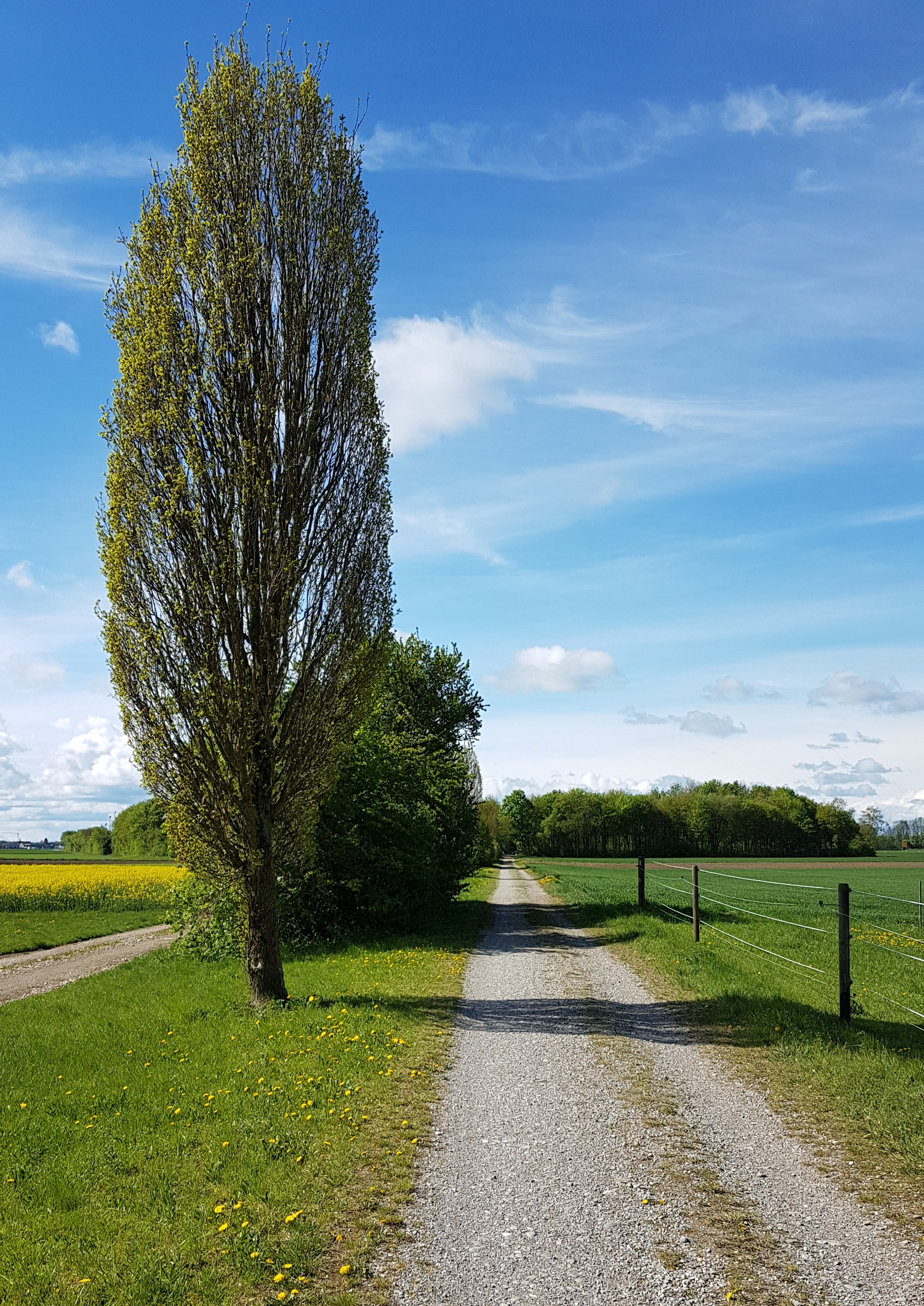
Via Claudia Augusta südlich von Augsburg auf dem Lechfeld bei Graben

### Fernradweg
Im deutschen Teil ist die Route meist sehr gut beschildert, zwischen Augsburg und Füssen durchgehend mit neuer Beschilderung nach ADFC und FGSV, im Rahmen des INTERREG IIIb-Projektes umgesetzt. Auch im österreichischen Teil ist der Fernradweg größtenteils beschildert und dokumentiert. In Italien sind die Hinweisschilder für die Via Claudia seltener aufzufinden.
In allen Staaten fehlen teilweise die Schilder/Markierungen aufgrund von Vandalismus oder Bauarbeiten. Für Radfahrer verkehren über den Fernpass, auf den Reschenpass, zwischen Trento und der Valsugana, von Castelnuovo in der Valsugana ins Hochtal Tesino, über den Passo Croce D'Aune und auf den Praderadego-Pass Shuttlebusse mit Fahrrad-Transportmöglichkeit. Außerdem betreibt die Via Claudia Augusta einen Shuttle, der die Radfahrer mit ihrem Rad von Italien, entlang der Route, nach Deutschland retour-transportiert. Einstiegsstellen sind: Quarto D'Altino bei Venedig, Verona, Rovereto, Trento, San Michele all'Adige nahe Trento, Bozen und Meran. Wie man die Shuttle über die Pässe und den Shuttle von Italien nach Deutschland bucht, erfährt man auf der offiziellen Homepage www.viaclaudia.org des Projektes Via Claudia Augusta.

### Mountainbike-Route
Die Albrecht-Route, eine alpenüberquerende Mountainbike-Strecke, führt in sieben Tagen durch Hochgebirgsregionen von Garmisch-Partenkirchen nach Torbole an den Gardasee. Sie benutzt dabei ebenfalls einige revitalisierte Abschnitte der Via Claudia Augusta.